# Chandler McDaniel
Chandler Blue Isip McDaniel (* 4. Februar 1998 in Orange, Kalifornien) ist eine in den USA geborene philippinische Fußballspielerin.

## Karriere

### Vereine
In ihrer Zeit am College spielte sie von 2016 bis 2017 bei den Virginia Tech Hokies und danach von 2018 bis 2019 bei den Milwaukee Panthers.

### Nationalmannschaft
Ihr Debüt für die philippinische Nationalmannschaft gab sie bei der Qualifikation für die Asienmeisterschaft 2022 beim 2:1-Sieg über Nepal am 18. September 2021. Ursprünglich war sie auch schon für den vorläufigen Kader bei der Asienmeisterschaft 2018 nominiert wurden, kam jedoch hier nicht in die finale Auswahl. Bei der Asienmeisterschaft half sie ihrer Mannschaft dann unter anderem mit dem einzigen Treffer im ersten Spiel bei der Endrunde am Ende ins Halbfinale zu kommen. Dies qualifizierte ihre Mannschaft auch für die Weltmeisterschaft 2023. Während des Turniers zog sie sich allerdings eine schwerere Verletzung zu von der sie sich aber baldig erholen konnte.
Sie kam im April 2023 während der asiatischen Qualifikation für das Olympiaturnier 2024 erstmals wieder zum Einsatz.